# Svenstavik
Svenstavik est une localité de Suède dans la commune de Berg, dont elle est le chef-lieu, située dans le comté de Jämtland.
Sa population était de 992 habitants en 2019.